# Mattice-Val Côté
Mattice-Val Côté to gmina (ang. township) w Kanadzie, w prowincji Ontario, w dystrykcie Cochrane.
Powierzchnia Mattice-Val Côté to 414,64 km². Według danych spisu powszechnego z roku 2001 Mattice-Val Côté liczy 891 mieszkańców (2,15 os./km²).

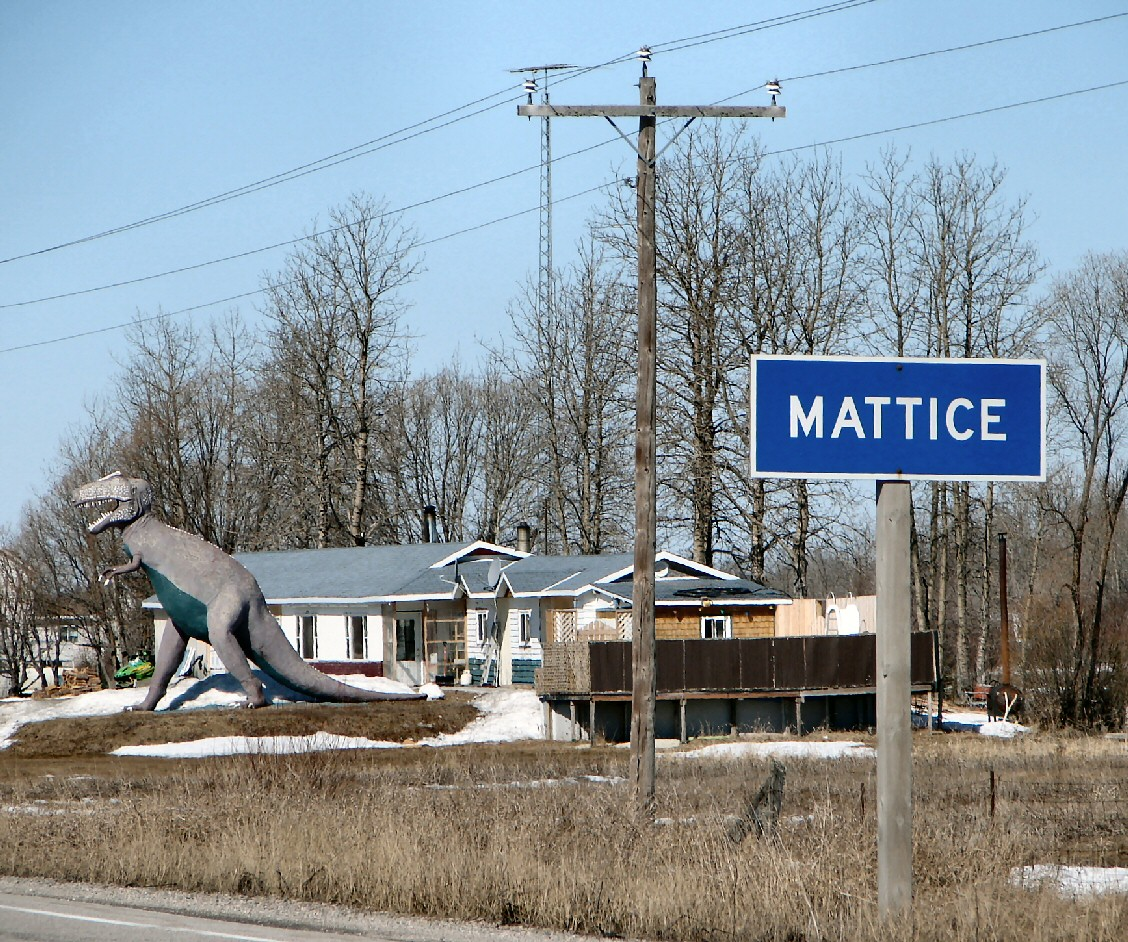
Mattice
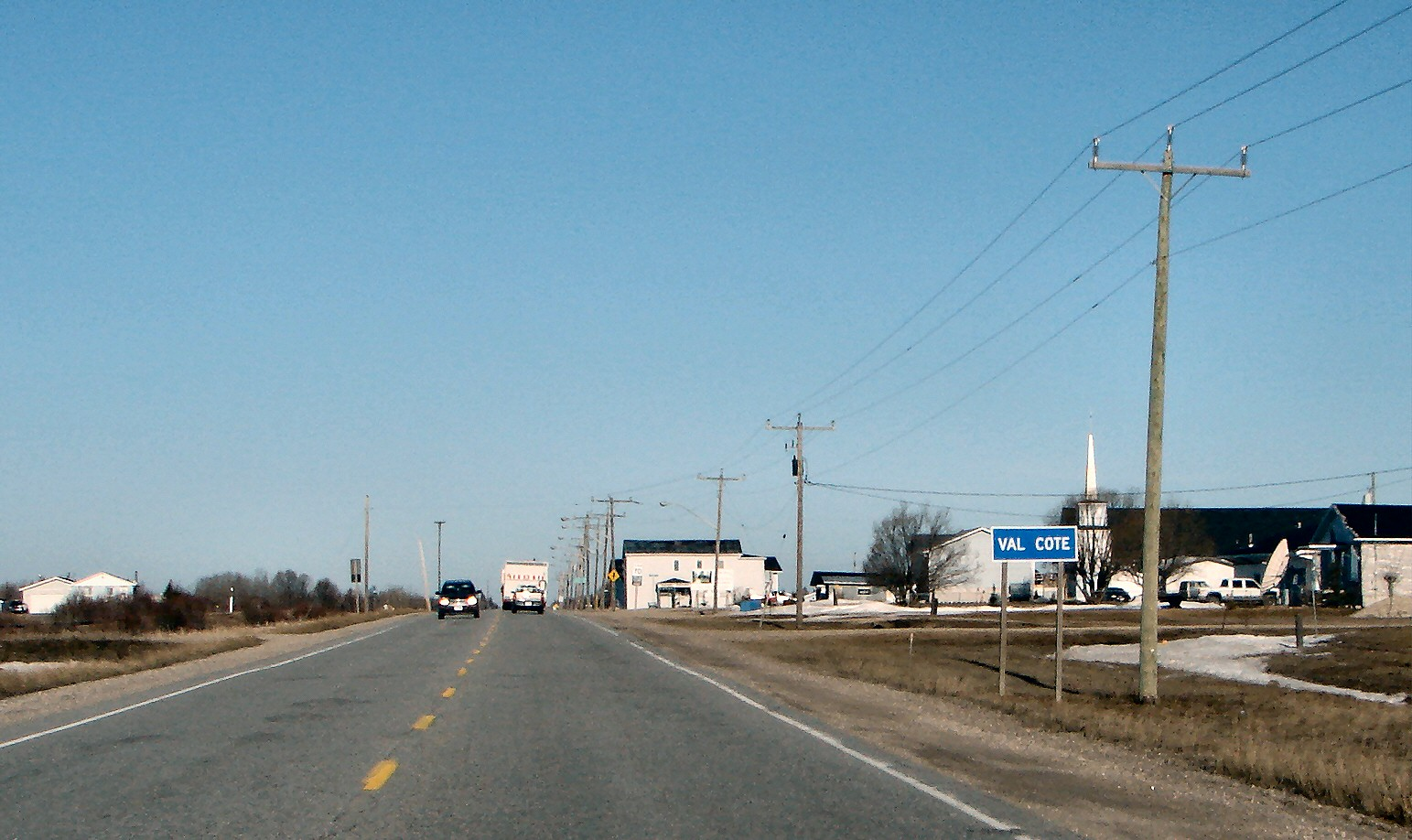
Val Côté